# Bérci ribiszke
A bérci ribiszke (Ribes petraeum) a ribiszkefélék családjához tartozó, Közép-Európában és a Pireneusokban elterjedt alpesi növény. Magyarországon az 50-es években észlelték a Bükk-vidéken, de azóta eltűnt.

## Megjelenése

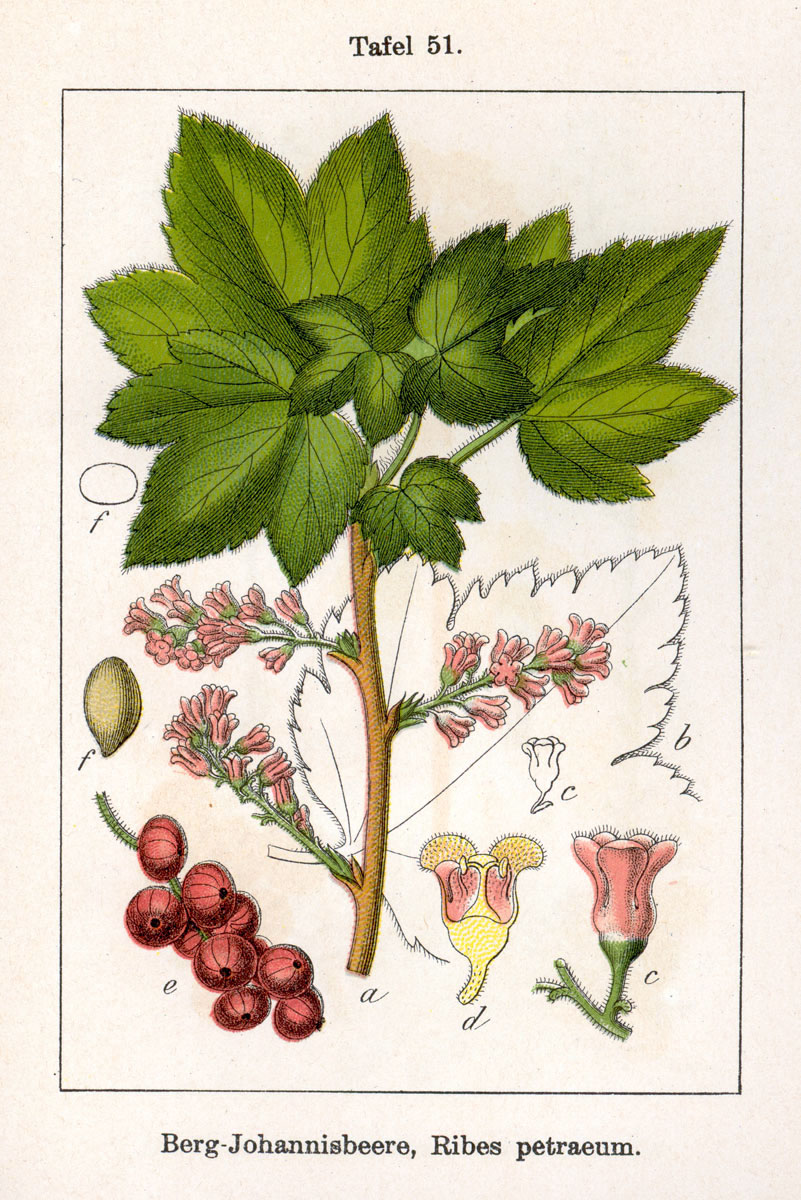
Bérci ribiszke egy 18. századi német botanikakönyvben

A bérci ribiszke 1-3 méter magas, sűrűn elágazó, felálló szárú bokor. Fiatal hajtásai kissé szőrösek, később teljesen kopaszok. Hosszú nyelű levelei szórt állásúak, három- vagy ötkaréjúak, a karéjok hegyesek, szélük szabálytalanul, erősen fogazott. Körülbelül 7–10 cm hosszúak és ugyanilyen szélesek. A levélfonák szőrös. Ősszel sárgászöldre színeződik.
Május-júniusban virágzik. Virágzata a levélhónaljból eredő, szőrös tengelyű, bókoló, sokvirágú fürt. A virág csészéje harang formájú, öt sziromból áll. Szirmai aprók, pirosaszöld, ritkábban sárgászöld színűek. Virágai porzót és bibét is tartalmaznak, rovarok porozzák be őket.
Termése borsó nagyságú álbogyó, amely kezdetben zöld, majd élénkpirosra vagy feketésvörösre érik. Íze éretten is savanyú, fanyar. A termésben találhatóak 1,5-2,5 mm-es fekete magjai.
Hasonló faj a fekete ribiszke (Ribes nigrum), melynek termései fekete színűek, levelei pedig átható szagúak, mirigyesen pontozottak. A vörös ribiszke (Ribes rubrum) levelei kisebbek, karéjaik zömökebbek, csúcsuk tompa; virága zöld.

## Elterjedése
Nyugat-Európától Szibériáig előforduló közép- és magashegységi faj. Európában a Pireneusokban, az Alpokban, az Appenninek északi részén, a Kárpátokban és a magasabb középhegységekben fordul elő. Ezenkívül megtalálható az észak-afrikai Atlaszban, a Kaukázusban és Nyugat-Ázsiában egészen az Amur-vidékig. Magyarországon 1956-ban találtak egy példányt a Bükk hegységben, egy Jávorkút melletti ültetett lucfenyvesben, amely később eltűnt és azóta az ország területéről biztosan azonosítva nem ismert (2001-ben szintén Jávorkút közelében találtak két, bizonytalanul identifikált példányt).

## Életmódja
Lucfenyvesekben, alhavasi cserjésekben, magaskórósokban él 800-2500 méteres magasságban. Ritkábban, de megtalálható fenyővel elegyes bükkösökben, sziklaerdőkben is. A humuszban gazdag, savanyú, nedves talajt kedveli. A hűvös klímát igényli, a fagyokat jól viseli. Árnyéktűrő, de az erdőszéleken, tisztásokon jobban érzi magát.
Május-júniusban virágzik, rovarok porozzák be, de gyakori az önmegporzás is. Termése Július-augusztusra érik be. Magvait madarak terjesztik.

## Jelentősége
Bogyója savanyúsága miatt nyersen nem ajánlott fogyasztásra, de lekvár vagy befőtt formájában ehető. Hátránya, hogy a bogyók nagy részét a magok teszik ki.
Magyarországon védett, természetvédelmi értéke 10 000 Ft.